# 0784
0784 è il prefisso telefonico del distretto di Nuoro, appartenente al compartimento di Cagliari.
Il distretto comprende la parte orientale della provincia di Nuoro e due comuni della provincia della Gallura Nord-Est Sardegna. Confina con i distretti di Lanusei (0782) a sud-est, di Oristano (0783) e di Macomer (0785) a ovest, di Sassari (079) e di Olbia (0789) a nord-ovest.

## Aree locali e comuni
Il distretto di Nuoro comprende 43 comuni inclusi nelle tre aree locali di Nuoro, Siniscola (ex settori di Bitti, Dorgali, Orosei, San Teodoro e Siniscola) e Sorgono (ex settori di Gavoi, Orani e Sorgono)
I comuni compresi nel distretto sono:
- provincia di Nuoro: Aritzo, Atzara, Austis, Belvì, Bitti, Desulo, Dorgali, Fonni, Gadoni, Galtellì, Gavoi, Irgoli, Loculi, Lodè, Lodine, Lula, Mamoiada, Meana Sardo, Nuoro, Oliena, Ollolai, Olzai, Onanì, Onifai, Oniferi, Orani, Orgosolo, Orosei, Orotelli, Ortueri, Orune, Ottana, Ovodda, Posada, Sarule, Siniscola, Sorgono, Teti, Tiana, Tonara e Torpè.

- provincia della Gallura Nord-Est Sardegna: Budoni, San Teodoro.